# Thomas Moore

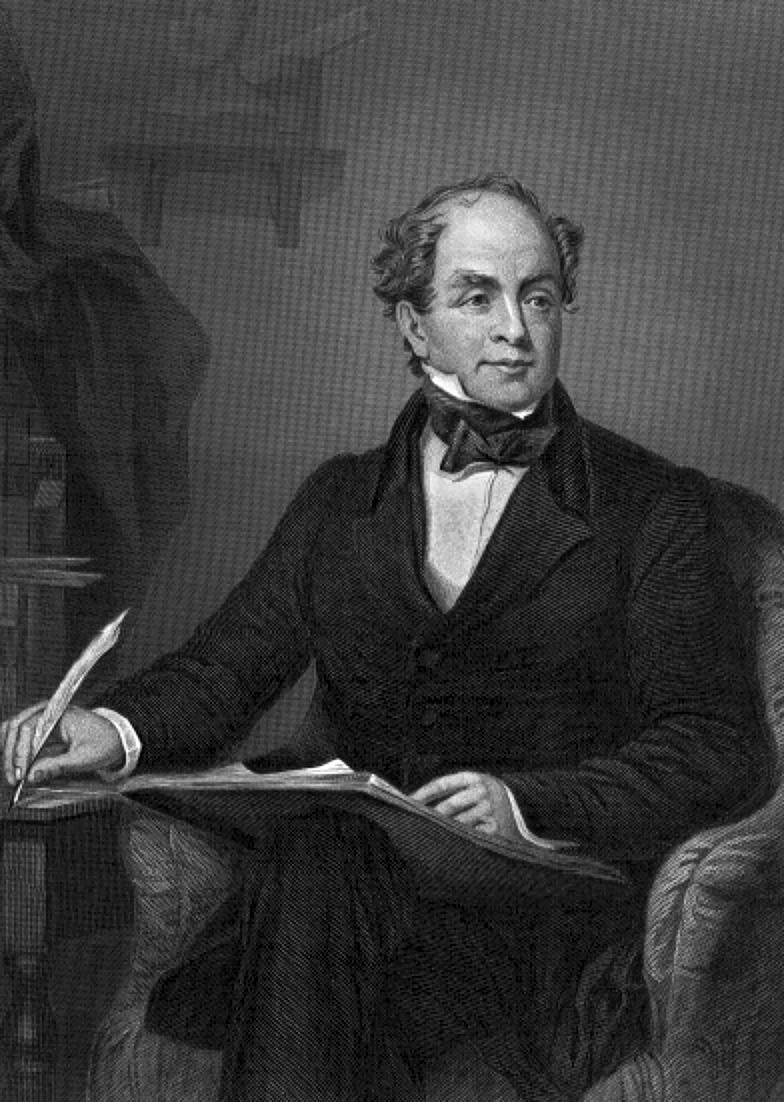
Thomas Moore

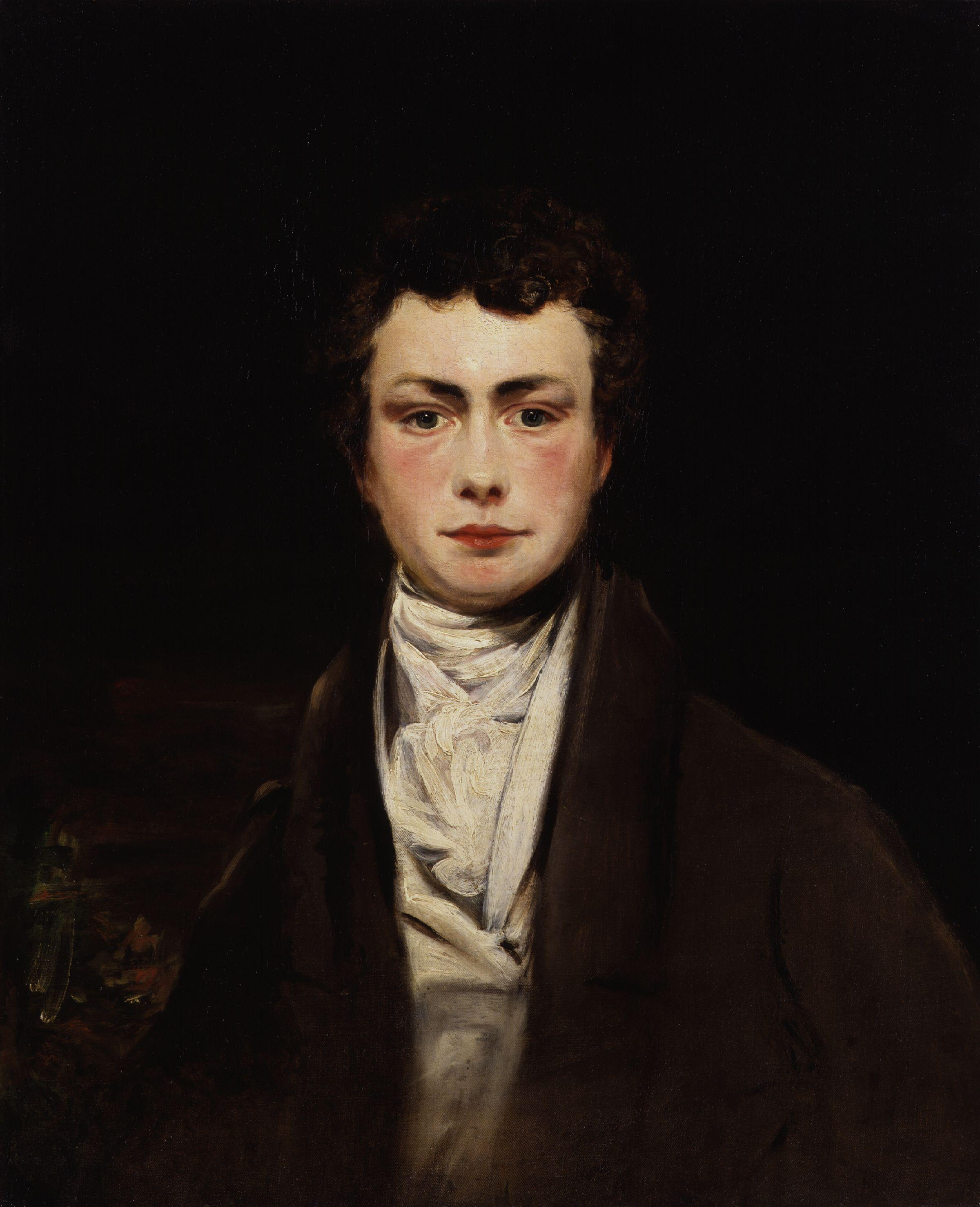
Thomas Moore, unbekannter Maler

Thomas Moore (irisch Tomás Ua Mórdha; * 28. Mai 1779 in Dublin; † 25. Februar 1852 in Slopertone Cottage bei Bromham, Wiltshire, England) war ein irischer Dichter, Schriftsteller, Übersetzer und Balladen-Sänger.

## Leben
Moores Vater entstammte einer katholischen, irisch sprechenden Familie aus einer Gaeltacht-Region im County Kerry, seine Mutter stammte aus Wexford; sie hieß Anastasia Codd. Er wuchs über dem Laden seiner Eltern in der Aungier Street in Dublin auf. Ab 1795 besuchte er das Trinity College in Dublin. Bereits während seines Jurastudiums am Middle Temple in London machte er als Sänger selbst verfasster Balladen von sich reden und trat in die Londoner Gesellschaft ein. Seinen ersten Gedichtband veröffentlichte er 1801 unter dem Pseudonym Thomas Little. Nach Ende des Studiums wurde er 1803 als Verwaltungsbeamter zunächst auf die Bermudas und später weiter in die USA und nach Kanada gesandt. Die Erfahrungen dieser Reisen verarbeitete er in seinem Werk Epistles, Odes, and Other Poems.
Um baldmöglichst wieder zurück in England zu sein, übertrug er seine Tätigkeiten in Übersee einem Stellvertreter und reiste zurück nach London. 1811 heiratete er dort die Schauspielerin Elisabeth 'Bessy' Dyke, mit der er fünf Kinder hatte. Obwohl ihm seine schriftstellerische Tätigkeit gute Honorare einbrachte, geriet er durch seinen teuren Geschmack und seinen aufwändigen Lebensstil in Geldschwierigkeiten. Erschwert wurde seine Lage durch erhebliche Veruntreuungen seines Stellvertreters in Übersee, für die Moore haftbar gemacht wurde. Als Folge dessen musste er 1819 England verlassen.
Moore zog nach Paris und blieb dort bis 1822, als alle seine Schulden beglichen waren. In dieser Zeit kam es zu wiederholtem Austausch zwischen ihm und Lord Byron, mit dem er schon lange bekannt war. Nach Byrons Tod wurde Moore zum Verwalter von Byrons literarischem Nachlass bestellt. Als solcher betreute er dessen noch unveröffentlichte Memoiren, die er jedoch auf Veranlassung der Testamentsvollstrecker vernichtete, was ihm später vielfach vorgeworfen wurde. Auf der Grundlage dieser Memoiren schrieb Moore bis 1830 eine noch heute gültige Biografie über Lord Byron: Letters and Journals of Lord Byron, with Notices of his Life.
Nach seiner Rückkehr nach England ließ sich Moore in Sloperton Cottage bei Bromham, Wiltshire nieder und widmete sich ab nun seiner Schriftstellerei und Dichtkunst. Er schrieb Romane, Balladen, Gedichtzyklen und Biografien, die sich großer Beliebtheit erfreuten. Zudem erhielt er eine Staatsrente, die ihn zeitlebens vor weiteren materiellen Schwierigkeiten bewahrte. Dafür blieb sein Privatleben nicht von Schicksalsschlägen verschont; die fünf Kinder starben noch zu seinen Lebzeiten. Später erlitt er einen Schlaganfall, der ihm fortan jeden öffentlichen Auftritt verwehrte – bis dahin war Moore als Balladensänger seiner eigenen Werke sehr gefragt gewesen. 1852 wurde Moore in einer Gruft der Kirche St. Nicholas in Broham beigesetzt. Eine Tafel an seinem Geburtshaus, ein Denkmal vor dem Trinity College in Dublin und eines in Meeting Of The Waters erinnern heute an ihn.

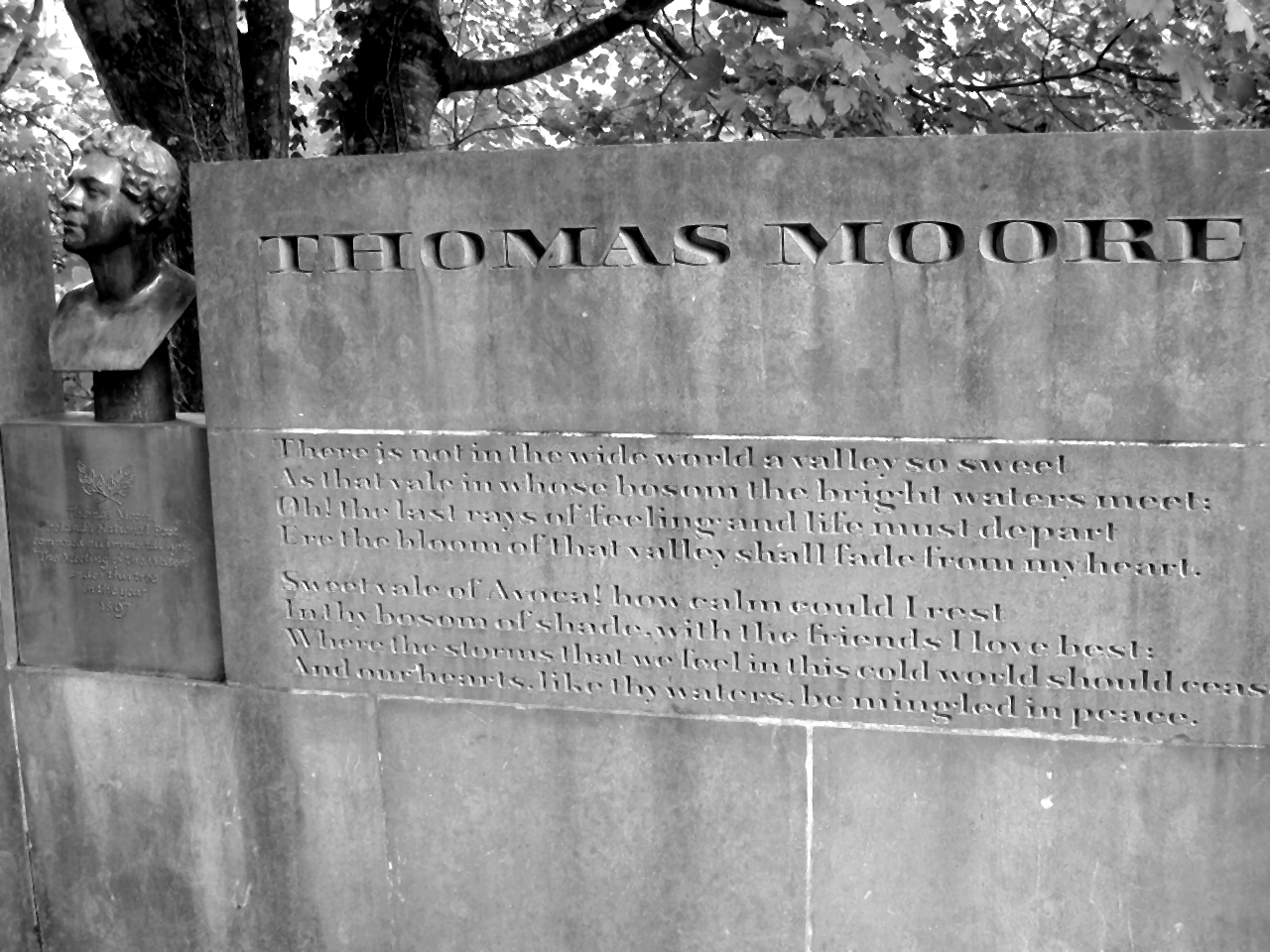
Denkmal für Thomas Moore in Meeting Of The Waters

## Werk
Thomas Moore wird oft als irischer Nationaldichter bezeichnet. Dies beruht vor allem auf den Irish Melodies, seinem berühmtesten Werkzyklus, der sich bis heute in Irland und England größter Beliebtheit erfreut. Von den Dubliner Verlegern William und James Power bekam er ca. 1806 den Auftrag, neue Texte zu der von Edward Bunting zusammengestellten General Collection of Ancient Irish Music zu schreiben. Die so entstandenen Neufassungen der Lieder wurden anschließend von Sir John Stevenson für das Klavier eingerichtet. Die Veröffentlichung der Balladen im Jahre 1808 war ein sofortiger Erfolg. Moore machte die Balladen dadurch noch populärer, dass er mit ihnen durch England und Irland tingelte und sie zu seiner eigenen Klavierbegleitung vortrug. Der große Erfolg ermunterte ihn, das Werk der Irish Melodies fortzuführen. 1811 erschien bereits der vierte Band; insgesamt sollte Moore zehn Bände mit Irish Melodies veröffentlichen.
Moores Irish Melodies lassen Irland in einem harmonischen, romantischen Licht erscheinen, fern aller Gewalttätigkeiten und politischen Auseinandersetzungen der damaligen Zeit. Dies brachte ihm viel Kritik ein. Einerseits befürchteten konservative Kritiker in England, Moore könne mit seinen Werken einen Aufstand gegen die englische Krone anzetteln. Andererseits griffen ihn aber auch irische Nationalisten an, die ihm vorwarfen, die Sache Irlands durch den beschönigenden Tonfall seiner Balladen zu verraten. Zeitweise stand Moore so in der Kritik, dass er sich ernstlich überlegte, die Arbeit an den Irish Melodies zu beenden. Schließlich entschied er, sie doch fortzusetzen, sich aber fortan jeder politischen Anspielung darin zu enthalten.
Große Bekanntheit erlangte auch Moores 'orientalische Romanze' Lalla Rookh (persisch für 'Tulpenwange'), die er 1817 veröffentlichte. Das Werk wurde inspiriert von der damals herrschenden Orient-Schwärmerei und entsprechend begeistert aufgenommen. Es handelt sich dabei um einen Zyklus (von Moore frei erfundener) orientalischer Märchen, die von einer Rahmenhandlung zusammengehalten werden. Das Werk wurde 1822 von Friedrich de la Motte Fouqué ins Deutsche übertragen und daraufhin auch im deutschsprachigen Raum zu einem großen Erfolg. Eines der Märchen vertonte Robert Schumann in seinem 1843 erschienenen Oratorium Das Paradies und die Peri, das er zusammen mit seinem Jugendfreund Emil Flechsig bearbeitete. Der Text wurde 1842 fertiggestellt.
Zu weiteren bekannten Werken Moores zählen die Satiren The Twopenny Post Bag (1813) und The Fudge Family in Paris (1818), das Versepos The Loves of the Angels (1823) und der Roman The Epicurean (1827). Gedichte von Thomas Moore wurden von etlichen Komponisten vertont, u. a. von Gaspare Spontini, Hector Berlioz, Charles Ives und William Bolcom.

## Schriften
- The Poetical Works of Thomas Little, 1801
- Epistles, Odes and other Poems, 1806
- Corruption and Intolerance, 1808
- A Selection of Irish Melodies, 1808
- Irish Melodies, 1808–1834, insgesamt 10 Bände
- The Twopenny Post Bag, 1813
- Interceped Letters, 1813
- Lalla Rookh: an Oriental Romance, 1817, online
- The Fudge Family in Paris, 1818
- The Loves of the Angels, 1823
- Sacred Songs, 1816–1824
- Memoirs of the Life of Sheridan, 1825
- The Episcurean, 1827
- Letters and Journals of Lord Byron, 1830, (dt. Briefe und Tagebücher des Lord Byron, 1832, online)
- Lord Edward Fitzgerald, 1831
- Travels of an Irish Gentleman in Search of Religion, 1833, (dt. Wanderungen eines irländischen Edelmannes zur Entdeckung einer Religion, 1834, online)
- The Fudges in England, 1835
- The History of Ireland, 1835–1840